# Eduard Verkade

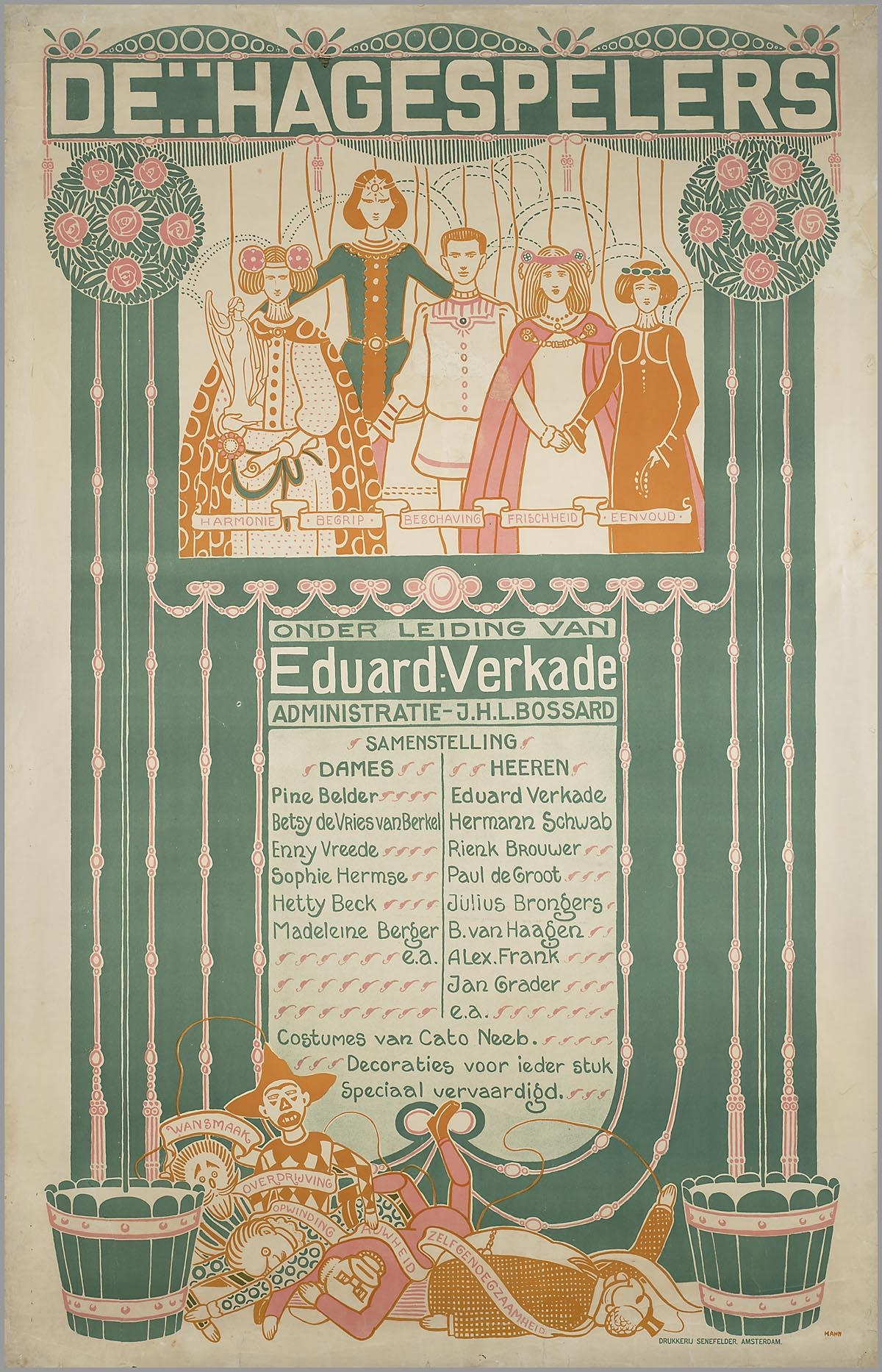
Affiche pour De Hagespelers, sous la direction d'Eduard Verkade.

Eduard Verkade (né Eduard Rutger Verkade le 15 juin 1878 à Amsterdam et mort le 11 février 1961 à Breukelen) fut un acteur, metteur en scène et directeur de théâtre néerlandais.

## Biographie
En 1922, il épouse l'acteur Marie Cramer; mais quand leur premier et unique enfant meurt à la naissance et que le mariage se complique avec l'infidélité de Verkade, Rie divorce en 1932.